# Parnassius arcticus
Parnassius arcticus là một loài bướm ngày sinh sống ở vùng núi cao thuộc họ Bướm phượng.